# Peter Ludwig von Donatz
Peter Ludwig von Donatz, né à Valenza dans le Piémont (Italie) le 20 septembre 1782 et mort à Coire (GR) (Suisse) le 12 août 1849 est un militaire suisse.

## Biographie
Descendant d'une ancienne famille patricienne grisonne, il suit ses études à Sils im Domleschg, puis à Jenins.
Il s'engage dans une carrière militaire à partir de 1799 dans l'armée britannique puis, de 1806 à 1830, dans l'armée française. En particulier, il participe à la campagne de Russie de 1812 comme major. Blessé pendant la bataille de la Bérézina, il conduit les troupes suisses jusqu'à Vilnius. Il est fait chevalier de la Légion d'honneur en 1814.
En 1831, de retour en Suisse, il est nommé colonel de l'armée fédérale. De 1834 1842, il est commandant des troupes grisonnes. En 1845, à la suite des expéditions des corps francs (en) de Lucerne et d'Aarau, il est nommé général par la Diète fédérale. Lors de la guerre du Sonderbund, il commande la troisième division sous les ordres du général Guillaume Henri Dufour.

## Sources
- (nl) Cet article est partiellement ou en totalité issu de l’article de Wikipédia en néerlandais intitulé « Peter Ludwig von Donatz » (voir la liste des auteurs).